# Bitka pri Ardabilu
Bitka pri Ardabilu je bila bitka, ki je okoli leta 730 potekala na ravnicah okoli Ardabila v severozahodnem Iranu. Hazarska vojska pod poveljstvom Bardžika, sina hazarskega kagana, je vdrla v omajadski provinci Džibal in iranski Azerbajdžan, da bi se maščevala  za napade kalifata na Hazarijo med desetletja trajajočo hazarsko-arabsko vojno v zgodnjem 8. stoletju. 
Bardžikov pohod v severni Iran in kasneje v Kurdistan in severno Mezopotamijo je bil morda poskus vzpostavitve vladavine Hazarov na ozemlju južno od Kavkaza. 
Številčno mnogo močnejša omajadska vojska pod poveljstvom generala al-Džaraha ibn Abdalaha se je tri dni spopadala s Hazari. Njegova preobremenjena vojska je bila nazadnje poražena, ker jo je zapustilo več zaveznikov. Al-Džarah je bil med bitko ubit. Bardžik je njegovo glavo nataknil na vrh svojega prestola. Po mnenju zgodovinarja Agapija so Arabci utrpeli 20.000 mrtvih in dvakrat več ujetih. Številka verjetno vključuje prebivalce Ardabila in  njegove okolice. Hazari so po zmagi zasedli Ardabil.
Bardžik se je naslednje leto s svojo vojsko  odpravil proti Mosulu in bil poražen. Po mnenju perzijskega učenjaka in zgodovinarja al-Tabarija in drugih arabskih zgodovinarjev so bili muslimani tako razjarjeni zaradi Bardžikovevega oskrunjenja glave njihovega poveljnika, da so se borili z dodatno močjo. Hazarska vojska se je po porazu umaknila severno od Kavkaza. 